# Robert Lucas Pearsall

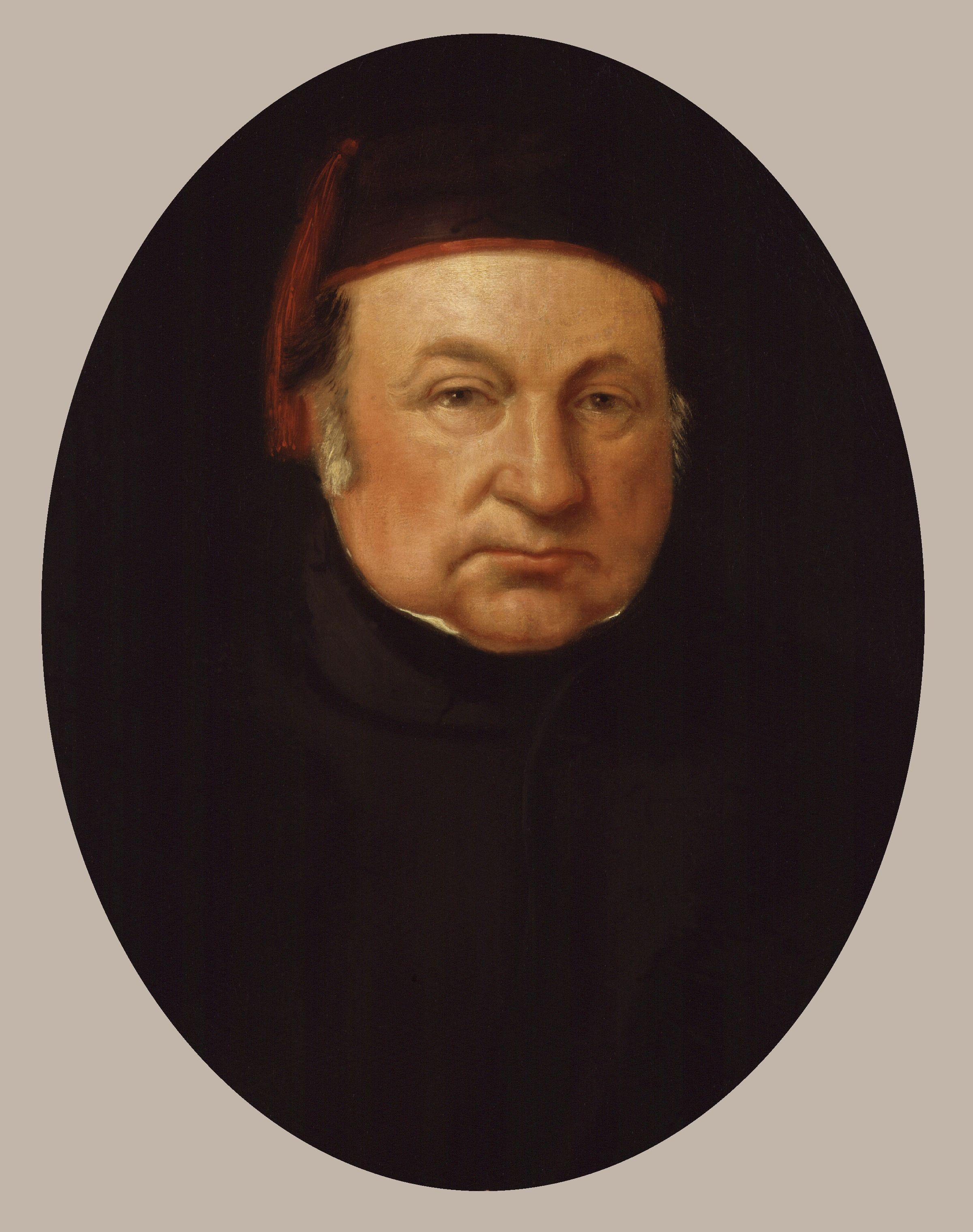
Robert Lucas Pearsall by Philippa Swinnerton Hughes (née Pearsall)

Robert Lucas Pearsall (* 14. März 1795 in Clifton, heute ein Stadtteil von Bristol in England; † 5. August 1856 auf Schloss Wartensee, Rorschacherberg, Kanton St. Gallen, Schweiz) war ein englischer Rechtsanwalt und Komponist des 19. Jahrhunderts.

## Leben
Pearsall entstammt einer wohlhabenden Quäkerfamilie und erhielt eine private Erziehung. Sein Vater war Offizier in der britischen Armee und Musikliebhaber. Seine Mutter erwarb 1816 das Stammhaus der Familie in Willsbridge in Gloucestershire, nachdem die Eisenfabrik, die seit 1712 im Familienbesitz war, von ihrem Schwager in den Konkurs geführt worden war. Pearsall veräußerte das Gebäude, das inzwischen zur Getreidemühle umgebaut worden war, jedoch wieder im Jahre 1837, nachdem seine Mutter gestorben war. Die Mühle besteht noch heute.
1817 heiratete Pearsall die Tochter Harriet Eliza des damals bekannten Porträtmalers William Armfield Hobday (1771–1831). Das Paar hatte vier Kinder, die von dem seit 1821 in Bristol praktizierenden Rechtsanwalt ernährt werden mussten. Nach einem leichten Schlaganfall im Jahre 1825 gab er seine Praxis auf und erhielt von seinen Ärzten den Rat, im Ausland eine Behandlung zu suchen. Im gleichen Jahr zog er mit der Familie nach Mainz, wo er unter anderem bei Joseph Panny Musik studierte. Von 1830 bis 1842 lebte er in Karlsruhe und studierte 1832 für kurze Zeit Alte Musik und Notation bei Caspar Ett in München.
1836/1837 verbrachte er ein Jahr in England, sowohl auf dem Familiensitz als auch in Bristol, um die Finanzen nach dem Tode der Mutter zu regeln. In dieser Zeit hatte er engen Kontakt zur 1837 gegründeten Bristol Madrigal Society, deren Mitglied er wurde. Der Gesellschaft widmete er in den folgenden 14 Jahren bei gelegentlichen Besuchen in der Heimat mehrere Lieder oder Madrigale.
Nach der Trennung von seiner Ehefrau im Jahre 1842 zog er auf das Schloss Wartensee im Kanton St. Gallen oberhalb des Bodensees. Er hatte zu katholischen Mönchen in der Nähe und in Einsiedeln Kontakt. Ab 1844 freundete er sich mit Joseph von Laßberg und seiner Frau Jenny auf Burg Meersburg an, man besuchte sich gegenseitig. Seine hochbegabte Tochter Philippa wurde eine der letzten Freundinnen der Dichterin Annette von Droste-Hülshoff, die ihr das Gedicht "An Philippa" widmete. Nach einem weiteren Schlaganfall in St. Gallen im Jahre 1854 ging er nach Schloss Wartensee zurück und wurde dort bis zu seinem Tode zwei Jahre später von seiner früheren Frau und einem der Söhne gepflegt. Kurz vor seinem Tode konvertierte er noch zum katholischen Glauben. Er wurde in der Schlosskapelle bestattet. Sein Sohn baute in der Folgezeit das Schloss im Stil der Neugotik um. Nach der Entwidmung der Kapelle 1957 wurden seine Gebeine in die katholische Lorettokapelle Wilen-Wartegg in Rorschacherberg umgebettet.

## Kulturelles Wirken
Pearsall war Amateurkomponist, deshalb sind bis heute einige seiner Werke noch nicht publiziert worden, sondern existieren lediglich als Handschriften. Seine Tochter Philippa hat durch das Hinzufügen des de bzw. des de Willsbridge offensichtlich versucht, seine Person nach seinem Tode interessanter und damit besser verkäuflich zu machen. 
Pearsall hat durch Aufsätze und Briefe das öffentliche Interesse an der Musik der Renaissance und an alter Kirchenmusik wiedererweckt. Zu einigen seiner Madrigale hat er die zugrundeliegenden Texte geschrieben. In den 1830er Jahren sorgte er dafür, dass seine Übersetzungen von Goethes Faust und Schillers Wilhelm Tell in Großbritannien gedruckt wurden.

## Einzelwerke
- 1838: Sir Patrick Spens, Dialog-Ballade für 10 Chorstimmen.
- 1840: Lay a Garland, Madrigal.
- 2004 neu arrangiert: Great God of Love, Stimmen, 4, Trompeten, Franz. Horn, 4 Posaunen, Tuba.
- Take O Take Those Lips Away, Op. 6 für 5 unbegleitete Stimmen.

## Trivia
Robert Lucas Pearsall wird auch das beliebte Duetto buffo di due gatti nach Melodien von Weyse und Rossini zugeschrieben.